# 姫神温泉
姫神温泉（ひめかみおんせん）は、岩手県盛岡市下田井出に位置する温泉である。かつては玉山村に属していた。

## 泉質
- 弱アルカリ性単純温泉（低張性弱アルカリ性温泉）
  - 泉温　39℃
- 加温・循環方式

## 温泉地
盛岡市北部、岩手山と姫神山に挟まれた麓に日帰り温泉施設と宿泊施設を兼ねた一軒宿「ユートランド姫神」が存在する。
施設内は、交流と体験を目的とした構造になっている。

## 歴史
- 1998年（平成10年）- 開業。

## アクセス
- IGRいわて銀河鉄道いわて銀河鉄道線「渋民駅」より車で10分、または東日本旅客鉄道（JR東日本）花輪線・IGRいわて銀河鉄道いわて銀河鉄道線「好摩駅」より車で10分。

- 東北自動車道「西根インターチェンジ」より国道282号経由、車で6分。